# Martin Agricola
Martin Agricola (ur. 6 stycznia 1486 w Świebodzinie, zm. 10 czerwca 1556 w Magdeburgu) – niemiecki teoretyk muzyki.
Jego najważniejszym dziełem jest Musica instrumentalis deudsch z 1529 roku, w którym opisuje Polnische Geige, czyli 4-strunowe polskie skrzypce.